# Cantón de Vézelay
El cantón de Vézelay era una división administrativa francesa, que estaba situada en el departamento de Yonne y la región de Borgoña.

## Composición
El cantón estaba formado por dieciocho comunas:
- Asnières-sous-Bois
- Asquins
- Blannay
- Brosses
- Chamoux
- Châtel-Censoir
- Domecy-sur-Cure
- Foissy-lès-Vézelay
- Fontenay-près-Vézelay
- Givry
- Lichères-sur-Yonne
- Montillot
- Pierre-Perthuis
- Saint-Moré
- Saint-Père
- Tharoiseau
- Vézelay
- Voutenay-sur-Cure

## Supresión del cantón de Vézelay
En aplicación del Decreto n.º 2014-156 de 13 de febrero de 2014, el cantón de Vézelay fue suprimido el 22 de marzo de 2015 y sus 18 comunas pasaron a formar parte del nuevo cantón de Joux-la-Ville.